# Brasil nos Jogos Olímpicos de Verão de 2004
Nos Jogos Olímpicos de Verão de 2004 o Brasil foi representado pelo Comitê Olímpico Brasileiro (COB).
A maior delegação brasileira de todos os tempos consistiu de 247 atletas (125 homens e 122 mulheres), o que representou 42 atletas a mais do que em Sydney 2000 e 22 a mais do que em Atlanta 1996 - recorde anterior. Se for incluída a equipe técnica (ex.: técnicos, assistentes, treinadores, médicos e pessoal administrativo), o número total sobe para 408 membros.
Em Atenas 2004 o Brasil não competiu apenas em dez modalidades: Tiro com Arco, Badminton, Canoagem - Slalom, Ciclismo - Pista, Softball, Ginástica - Trampolim, Beisebol, Pólo Aquático, Hóquei e Halterofilismo. Em algumas modalidades contudo, o Brasil competiu parcialmente, como em Basquete e Futebol, onde ambos os times masculinos não conseguiram se classificar para os Jogos Olímpicos em seus respectivos Pré-Olímpicos. No tiro, o Brasil teve apenas um atleta, competindo na modalidade de Fossa Masculino, o que significa que nas modalidades femininas e nas outras masculinas não houve a participação de brasileiros.

## Desempenho

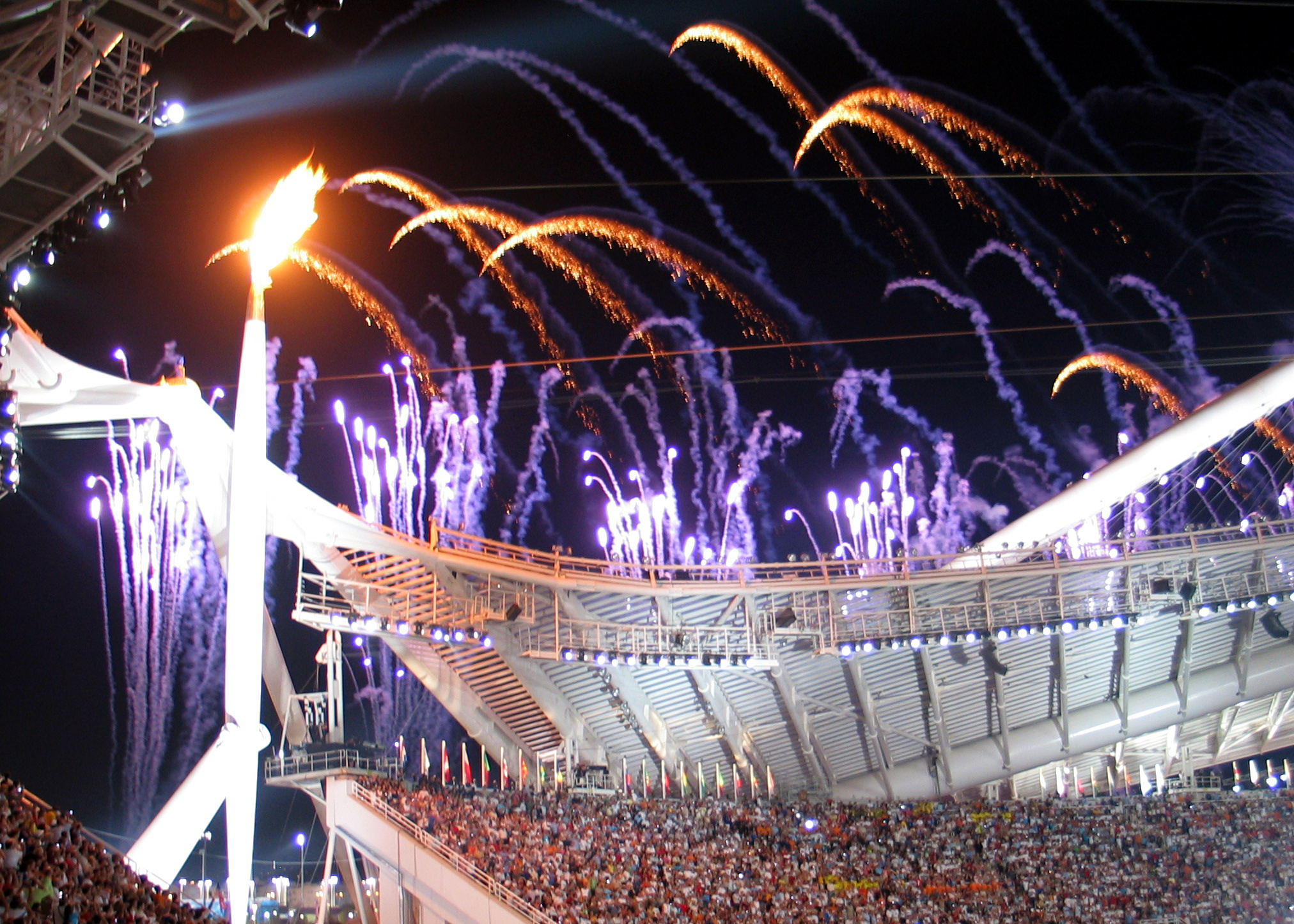
Cerimônia de Abertura: o Brasil foi o 31° país a entrar no Estádio Olímpico. Em grego, o nome do país é BPAZIΛIAΣ.

Além da delegação com tamanho recorde, o esporte brasileiro também trouxe de volta para casa o maior número de medalhas de ouro já conquistada em uma edição dos jogos, cinco, quebrando o recorde estabelecido em Atlanta 96, com 3 ouros. O Brasil também contabilizou mais duas medalhas de prata e três de bronze, somando um total de 10 medalhas. Foi registrado um salto qualitativo no desempenho do país, com 20 disputas de medalha em Atlanta, 22 em Sydney 2000 e 30 em Atenas, um aumento de 36%. Nas disputas diretas por medalhas de ouro, o aumento foi de 41%. Em Sydney foram 17, enquanto Atenas teve 24. Por causa disso, o Brasil teve a 2ª melhor colocação no quadro de medalhas de sua história de participações, ficando na 16ª posição (em Antuérpia 1920 ficou em 15°).

### A maratona
A maratona acabou sendo uma das principais protagonistas dos Jogos, uma vez que teve seu traçado percorrido pelo mesmo caminho que Fidípides, o mensageiro, quando saiu da cidade de Maratona para dar a notícia da vitória de Atenas em uma guerra, morrendo logo em seguida. O percurso foi incluído nos Jogos modernos em sua primeira edição, em Atenas 1896. Outro fato no último evento em Atenas, este lamentável, marcou a imagem da participação brasileira nos Jogos de 2004.
O maratonista brasileiro Vanderlei Cordeiro de Lima liderava a prova com 25 segundos de vantagem sobre o segundo colocado, o italiano Stefano Baldini, quando aproximadamente na marca dos 36 km foi abalroado por um espectador irlandês. Até que pudesse ser socorrido pelos espectadores ali presentes, Vanderlei perdeu muitos segundos, além de ter o ritmo de prova completamente quebrado. Por causa disso, em pouco tempo foi ultrapassado por Baldini, vencedor da prova, e pelo norte-americano Mebrahtom Keflezighi, que ficou com a prata.
O COB ainda tentou, em vão, protestar junto à Federação Internacional de Atletismo (IAAF) e ao Comitê Olímpico Internacional (COI), pedindo que Vanderlei também ganhasse a medalha de ouro. O COI optou por dar a Vanderlei a Medalha Pierre de Coubertin de mérito olímpico. Antes dele, apenas o velejador austríaco Hubert Raudaschl havia recebido essa honraria ao abandonar a disputa de sua regata em Seul 88 para salvar uma pessoa que havia caído no mar.

### Outras medalhas

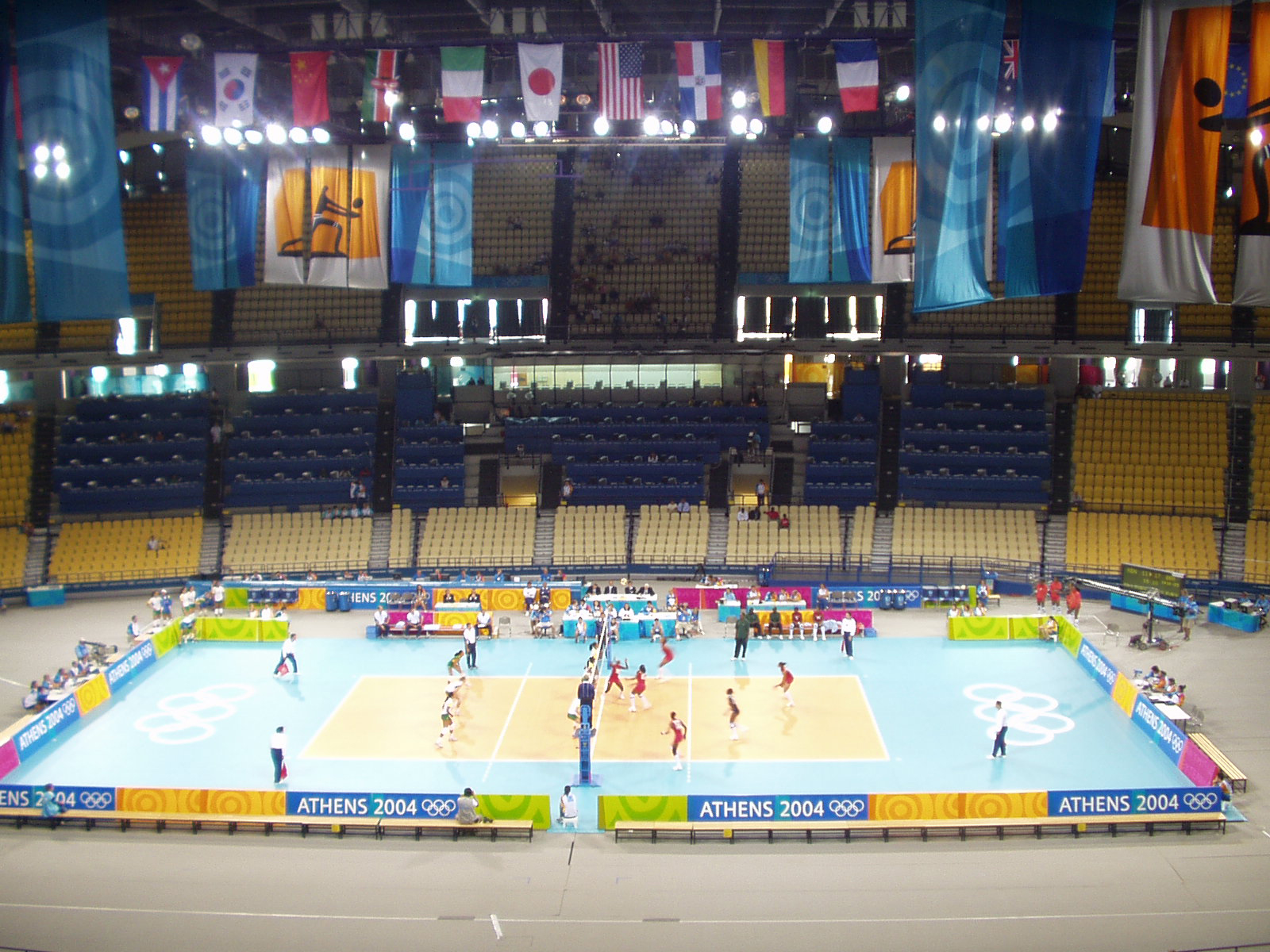
Ginásio onde foram disputadas as partidas de vôlei, palco de uma das medalhas de ouro do Brasil.

Naquele dia, o Brasil já havia ganhado uma medalha de ouro com a seleção masculina de vôlei, a quarta do país em Atenas e a segunda do esporte em sua história, sendo a primeira em Barcelona 92. A equipe que conquistou o título olímpico era formado por Anderson de Oliveira Rodrigues, André Heller, André Nascimento, Dante Amaral, Gilberto Godoy Filho (Giba), Giovane Gavio, Gustavo Endres, Maurício Lima, Nalbert Bitencourt, Ricardo Garcia (Ricardinho), Rodrigo Santana (Rodrigão) e Sérgio Dutra dos Santos (Serginho).
O sucesso da delegação foi a preparação feita com planejamento e aumento nos recursos destinados ao esporte no Brasil, que foram utilizados, entre outras coisas, para aclimatação dos atletas brasileiros no continente europeu antes da disputa dos Jogos.
O judô brasileiro, que tradicionalmente traz bons resultados em Olímpidas, deu a primeira medalha, de bronze, com o leve Leandro Guilheiro e a segunda, também de bronze, com o meio-médio Flávio Canto.
Outro esporte do Brasil de grande tradição nos Jogos Olímpicos, a vela, foi responsável pelo primeiro ouro, com Robert Scheidt, na classe laser, tornando-se o segundo atleta brasileiro na história a conquistar o bicampeonato olímpico, assim como fizera Adhemar Ferreira da Silva no salto triplo em Helsinque 52 e Melbourne 56. O ouro trouxe tranquilidade a Scheidt, que, campeão em Atlanta 96, perdeu a primeira colocação na última regata em Sydney 2000, ficando com a prata.
O feito se repetiu alguns dias depois, com os também velejadores Torben Grael e Marcelo Ferreira conquistando o bicampeonato na classe star, que já haviam conquistado em Atlanta, assim como os jogadores de vôlei da seleção masculina Maurício Lima e Giovane Gávio, integrantes da equipe campeã em Barcelona. Torben comemorou por ter conseguido o recorde isolado de medalhas, com cinco e de participações, com seis (consecutivas desde Los Angeles 84), além de ser agora o iatista com o maior número de medalhas em todo o planeta.
O vôlei de praia, apesar de sua curta participação nos Jogos - a primeira foi em Atlanta 96 - rendeu as sexta e sétima medalhas para o Brasil na modalidade. Emanuel, que havia participado de duas Olimpíadas sem conquistar medalhas, desta vez levou o ouro, fazendo dupla com Ricardo, que já havia ganho a prata em 2000, ao lado de Zé Marco. Adriana Behar e Shelda ficaram com a prata no feminino, resultado também obtido pela dupla quatro anos antes.
O quinto ouro do Brasil só aconteceu um ano depois do encerramento dos Jogos. Na montaria de Baloubet du Rouet, o cavalo que havia refugado quatro anos antes, eliminando o cavaleiro da disputa por medalhas, Rodrigo Pessoa ficou com a medalha de prata na competição individual de saltos do hipismo. Esse foi o terceiro pódio olímpico consecutivo no esporte (Atlanta e Sydney, que tiveram a equipe brasileira conquistando o bronze). Ao final dos Jogos, a Federação Equestre Internacional (FEI) anunciou que haviam sido encontradas substâncias proibidas no exame antidoping de Waterford Crystal, cavalo do irlandês Cian O'Connor, ganhador da medalha de ouro. O'Connor seria desclassificado e o brasileiro herdaria então o primeiro ouro olímpico do hipismo nacional.

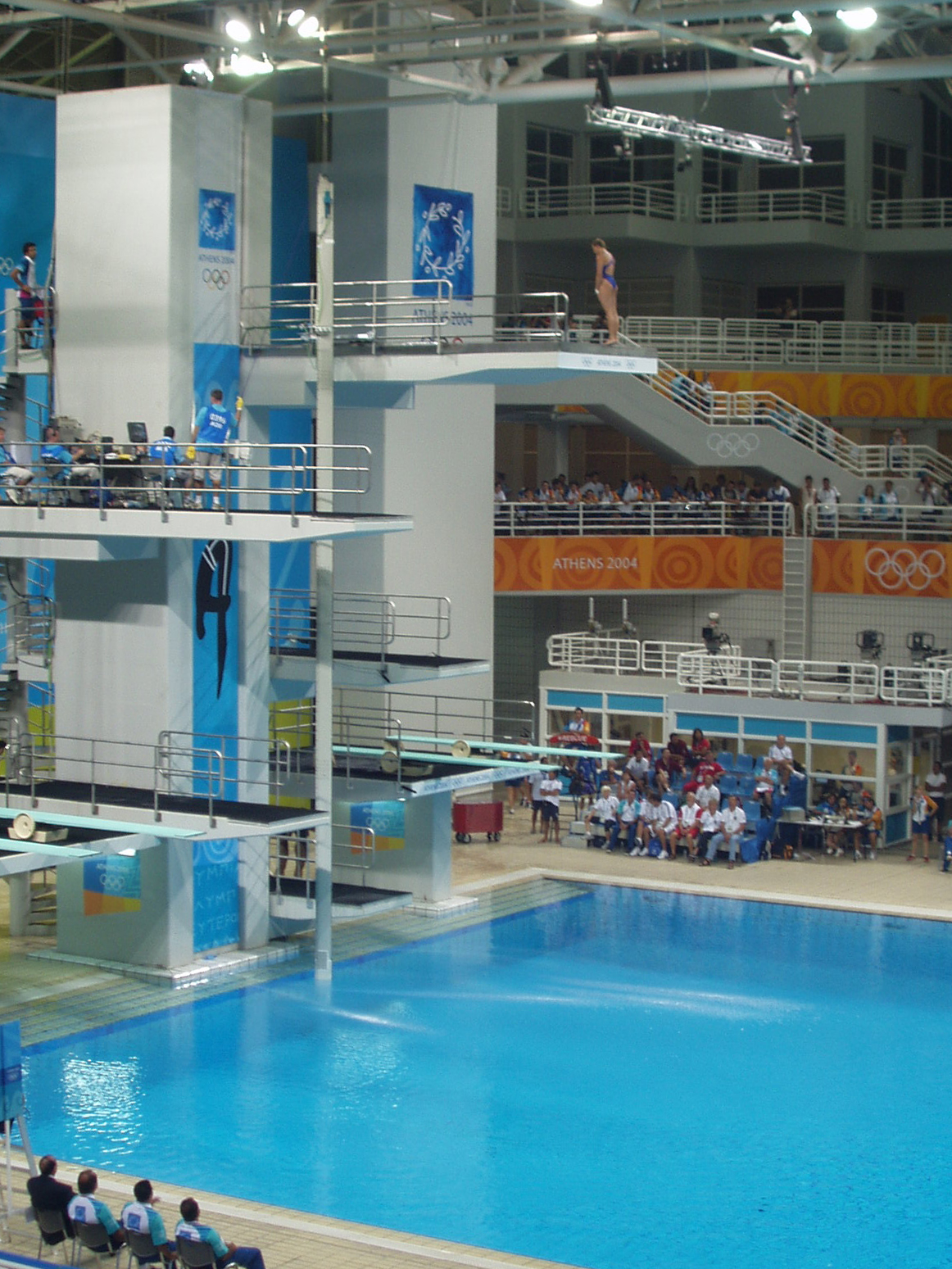
A natação brasileira não trouxe medalhas, mas mostrou evolução.

Outro esporte introduzido em Atlanta foi o futebol feminino, que teve a conquista da medalha de prata após dois quartos lugares nas edições anteriores. O Brasil perdeu a final por 2 a 1 para os Estados Unidos com um gol na prorrogação. Esse foi o melhor resultado do país no futebol em Olimpíadas (o masculino conquistou duas medalhas de prata e uma de bronze). A equipe foi formada pelas goleiras Andreia Suntaque e Marlisa Wahlbrink (Maravilha); as zagueiras Aline Pellegrino, Juliana Cabral, Tânia Maranhão e Mônica de Paula; as laterais Rosana dos Santos e Grazielle Nascimento; as volantes Renata Costa e Daniela Alves; as apoiadoras Miraildes Maciel Mota (Formiga), Elaine Estrela e Andréia dos Santos (Maycon); e as atacantes Marta Vieira, Delma Gonçalves (Pretinha), Kelly Cristina, Cristiane Rozeira e Roseli de Belo.

## Demais destaques
O Brasil também teve resultados significativos na ginástica artística e no taekwondo. Pela primeira vez a ginástica classificou uma equipe completa para os Jogos, a feminina. Daniele Hypólito que ficou em 20.º lugar no individual geral em Sydney, foi a 12.ª no geral em Atenas e Camila Comin, que ficou em 49.º lugar quatro anos antes, melhorou sua marca e ficou em 16.º. A atual campeã mundial e primeira brasileira a batizar um movimento, o "duplo twist carpado", Daiane dos Santos foi a primeira brasileira a chegar numa final de aparelhos, o exercício de solo e foi a 5.ª colocada. Na estreia do taekwondo no programa olímpico, em Sydney, o Brasil levara apenas uma atleta - Carmen Carolina, que perdeu na primeira rodada. Em 2004, foram três brasileiros presentes e dois deles, Diogo Silva e Natália Falavigna, disputaram a medalha de bronze e terminaram na quarta posição.
Por fim, a renovada natação brasileira (os Jogos de Atenas marcaram a despedida de Gustavo Borges, dono de quatro medalhas olímpicas) chegou a cinco finais, três delas com mulheres - que tiveram uma presença recorde na equipe, com oito nadadoras. Joanna Maranhão chegou à decisão nos 400m medley; Flavia Delaroli, nos 50m livre; e Joanna, Mariana Brochado, Monique Ferreira e Paula Baracho, no revezamento 4x200m livre. Entre os homens, Thiago Pereira foi finalista dos 200m medley e Gabriel Mangabeira, dos 100m borboleta.
O porta-bandeira do Brasil na cerimônia de abertura foi o velejador Torben Grael, enquanto Gustavo Borges carregou a bandeira no encerramento.